# Иво Ђуровић
Иво Ђуровић (Дупило, 13. фебруар 1862 — Вајдхофен на Таји, 17. мај 1918) је био црногорски војник

## Биографија
Иво Ђуровић је рођен 13. фебруара 1862. године у Дупилу (Црмница), у породици Ника Андрова и мајке рођене Пурлије Црмница. Стриц Машо Андров Ђуровић је био војвода и бригадир, који се о њему бринуо после погибије његовог оца Нике, који је преминуо 1865. године. Три разреда основне школе завршио је у Дупилу, четврти разред основне школе у Горњим Брчелима 24. јуна 1874. године. Гимназију је учио на Цетињу. Од априла 1879. године био је чиновник у капетанији у Дупилу, а од априла 1881. био је секретар у главној канцеларији у Црмници, Вирпазар. Као државни питомац упућен је на школовање у Италију 1882. године, у првој групи омладинаца школованих у иностранству. 29. маја 1882. године пошао је у школу са групом младих Црногораца са Цетиња, а 2. јуна стигли су у Удине, а потом у град Леће, где су обавили лекарски преглед, након чега је отишао са Милутином. Николића и Ника Пејановића, 27. маја у Домодосолу, на италијанско-швајцарској граници, где су и започели студије. Почео је у италијанској војсци у 22. чети Седмог алпског батаљона у Домодосу. Милан је 18. октобра 1882. пребачен у пети алпинистички пук 44. чете батаљона Валфелина у Морбењу. У италијанској војсци произведен је у Десетар 14. јануара, за наредника 14. августа 1883 и за подофицира 14. јануара 1884. године. Од октобра 1882. до 23. јула 1886. наставио је војну обуку у Официрској школи у Модени. Војну обуку завршио је 23. јула 1886. године у Италији. По завршетку студија ступио је у службу у чину потпоручника у црногорској војсци. Службу је започео као наставник у Официрској школи у Никшићу. Убрзо, 20. новембра 1886. године, постављен је за бригадног помоћника са чином потпоручника. За дежурног при Цетињском двору постављен је 9. јануара 1887. године. Као потпоручник и италијански студент 1887. године распоређен је у Ђенову (Италија) заједно са десеторо младих Црногораца.
Књаз Никола је постао службени занатлија 23. октобра 1889. године. Истовремено је био инструктор на Пешадијском курсу у Подгорици почетком 1890-их, све док 1893. није затражио да буде ослобођен ове дужности бригадног ађутанта због дужности наредбодавца књазу Николи. Фебруара 1892. био је члан црногорске депутације која је отишла у Венецију да прими посмртне остатке кнегиње Даринке Петровић. У чин капетана унапређен је 20. августа 1895. године. Својевремено, 1889. године, био је командант Дворске страже. Као пешадијски капетан помиње се 15. октобра 1896. као командир пешадијске чете у Сталној армији. Као капетан присуствовао је венчању принцезе Јелене и принца Виторија Емануела у Риму октобра 1896. године. Служио је као капетан у Другој бригади, а 1900. године и као инспектор. 27. маја 1901. унапређен је у чин команданта и постављен за команданта Друге (Црмничке) бригаде 1901. године.
Током политичког преокрета у Црној Гори 1907. године, преузео је Црмничку бригаду за заштиту династије и краља, а био је и члан Колашинског војног суда 1909. године. Припадао је Десној странци. 4. марта 1908. године унапређен је у чин бригадира, када је постављен за команданта Друге бригаде стајаће војске, а истовремено, када је постављен за администратора Приморско-црмничке области са седиштем у Бару. Од 20. априла 1906. до 27. марта 1909 . Када је погинуо војвода и командант дивизије Мијајал Вучинић, учествовао је као представник црногорске власти у одавању његове последње почасти.
Почетком 1910. имао је чин бригадира и команданта бригаде. За вршиоца дужности команданта 4. дивизије постављен је 24. маја 1910. године са штабом у Колашину. У августу 1910. године учествовао је на цетињској свечаности проглашења Краљевине Црне Горе. 14. септембра 1910. године постављен је за министра одбране у влади Лазара Томановића. На том положају остао је до 1. августа 1911. године. У периоду 1911-1914 био је посланик у црногорској скупштини. За заменика судије Вишег војног суда као бригадир постављен је 15. априла 1912. године.

### Балкански ратови
14. јуна 1912. године постављен је за команданта Прве дивизије, до тада је био на располагању Министарству војном Током Првог балканског рата 1912-1913. Био је командант Прве дивизије, која је била у саставу Приморског одреда. Прва дивизија је дејствовала у правцу опсаде Тарабоша и Скадра. Са својим јединицама успео је да у октобру 1912. године заузме положај Бушата. 10. јануара 1914. именован је за члана Државног савета са платом од по 5.000.

### Први светски рат
Током Првог светског рата 1914–16 био је командант Прве дивизије која је била у саставу Ловћенског одреда, затим леве колоне и Приморско-црмничке бригаде четири батаљона Ловћенског сектора. Предводио је леву колону коју је чинило девет батаљона: Селачко-шестански, Бјелогорски, Улцињски, Барски, Доњоцрмнички, Горњоцрмнички, Мркојевићки, Муслимански (Барски) и батаљон добровољаца. 18. јануара 1916. године, приликом последњег напада аустроугарске војске на Ловћен, био је командант Црмничко-граничне бригаде у саставу Ловћенског батаљона.

### Породица и почасти
Живео је на Цетињу у својој кући у Бајовој улици 51, говорио је италијански и француски. Оженио се Миленом, кћерком Баја Бошковића и Кресе из Орје Луке, ћерком Пере Томова Петровића-Његоша, са којом је имао два сина Николу умрлог у детињству и Петра и Јелену умрлих у 21. години, Стан шест кћери, Милица, Даница, Ана и Марија Носилац је следећих одликовања: Споменици Русије (13. јул 1883), Звезда Османског царства 4. степена (март 1893), Сребрне медаље за храброст (26. јул 1893), Орден књаза Данила ИВ (18. август 1896), Орден г. круна Италије 4. степен (октобар 1896) Таковски крст ИВ. степена (5. маја 1897) Бугарски крст ИВ. степен (јул 1898), Сан Ордеа. Ане (јесен 1899), Орден књаза Данила (30. јуна 1905), Орден Легије части (септембар 1909), ИВ италијанске круне. дипломска трака (август 1910), Сан Ордеа. Станислава (јануар 1912), орден књаза Данила ИИ септембра 1912), аустријски орден гвоздене круне. Преминуо је 17. маја 1918. године.